# Wolfgang Rödelberger
Wolfgang Rödelberger (* 11. Juli 1934 in Stolp, Pommern; † 1. April 2010 in München) war ein deutscher Musikproduzent, Komponist, Musiker und Arrangeur.

## Leben
Wolfgang Rödelberger war der Bruder von Rosemarie Rödelberger, die unter dem Namen Monika Dahlberg bekannt wurde.
In den 1970er Jahren veröffentlichte er mit seiner Wolf Berger Party Band auch Tanzmusik und begleitete mit seinem Orchester Wolfgang Rödelberger Plattenaufnahmen bekannter Stars. Einige seiner Kompositionen waren bei nationalen und internationalen Wettbewerben zu hören. Bis in die 1980er Jahre komponierte er und schrieb Texte. Bekannte Interpreten seiner Lieder waren unter anderem Adrian Wolf, Andreas Hauff, Dieter Thomas Heck, Freddy Quinn, Jonny Hill, Karel Gott, Lolita, Lydia Huber, Michael Holm, Michael Schanze, Nicole, Peter Maffay, Roberto Blanco und das Duo Wyn & Andrea. Bei den Eurovision-Song-Contest-Beiträgen Theater von Katja Ebstein (1980) und Johnny Blue von Lena Valaitis (1981) dirigierte und arrangierte er. Zuletzt produzierte er noch Angela Wiedl.
Ralph Siegel schrieb 2015 in seiner Biografie:

„Wolfgang Rödelberger, von dem ich in den Anfangsjahren Unterricht in Harmonielehre bekam, schrieb immer am schönsten. Seine Partituren klangen nicht nur gut, sondern waren wie gestochen sauber.“

Wolfgang Rödelberger starb im Alter von 75 Jahren. Er war verheiratet mit Renate Rödelberger, mit der er einen Sohn hatte. Sein Leichnam wurde auf dem Nordfriedhof in München beigesetzt.